# الوفائية
قرية الوفائية هي إحدى القرى التابعة لمركز الدلنجات في محافظة البحيرة في جمهورية مصر العربية. حسب إحصاءات سنة 2006، بلغ إجمالي السكان في الوفائية 18712 نسمة، منهم 9636 رجل و9076 امرأة، ومن أبنائها الوزير السابق سليمان حزين مؤسس جامعة أسيوط.

## التاريخ
قرية الوفائية من القرى القديمة، حيث وردت باسم «اليهودية» في أعمال حوف رمسيس ضمن قرى الروك الصلاحي التي أحصاها ابن مماتي في كتاب قوانين الدواوين، كما وردت باسم «اليهودية» في أعمال البحيرة ضمن قرى الروك الناصري التي أحصاها ابن الجيعان في كتاب «التحفة السنية بأسماء البلاد المصرية». وفي العصر العثماني وردت باسم «اليهودية» في التربيع العثماني الذي أجراه الوالي العثماني سليمان باشا الخادم في عصر السلطان العثماني سليمان القانوني ضمن قرى ولاية البحيرة، وفي تاريخ 1228هـ/1813م الذي عدّ قرى مصر بعد المسح الذي قام به محمد علي باشا باسم «اليهودية» ضمن قرى مديرية البحيرة. في سنة 1353هـ/1934م، تغير الاسم إلى «الوفائية» بناءً على طلب أهلها.